# Sericocoma avolans
Sericocoma avolans är en amarantväxtart som beskrevs av Edward Fenzl. Sericocoma avolans ingår i släktet Sericocoma och familjen amarantväxter. Inga underarter finns listade i Catalogue of Life.